# Megachile mucorosa
Megachile mucorosa là một loài Hymenoptera trong họ Megachilidae. Loài này được Cockerell mô tả khoa học năm 1908.